# Joba jezik
Joba jezik (kijoba, kivira, loba, vira; ISO 639-3: job), bantu jezik podskupine shi-havu (J.50) kojim govori 10 000 ljudi (1989 SIL) u provinciji Sud-Kivu u Demokratskoj Republici Kongo, sjeverozapadno od grada Uvira.
Većina se služi i mnogo govorenijim jezikom fuliiru [flr].

## Vanjske poveznice
- Ethnologue (14th)
- Ethnologue (15th)
- The Joba Language